# Alice Gomes
Alice Hellen Gomes (Ouro Preto, Brasil, 1999) é uma ginasta de trampolim brasileira.

## Carreira
No ano de 2010 com apenas onze anos, Alice conquistou o 3º lugar no Mundial de Metz na França, ganhando sua primeira medalha internacional para o projeto Instituto Trampolim.
Em 2018, tornou-se  integrante da Seleção Brasileira de Ginástica Artística Feminina após ser campeã brasileira. No mesmo ano, participou na primeira semifinal de um Mundial ao lado de Camilla Gomes, considerando uns dos feitos mais importantes da historia do trampolim brasileiro.
Após o bom resultado junto de Camilla, no ano seguinte elas formam novamente uma dupla,  elas conquistaram o bronze em uma etapa da Copa do Mundo, no Azerbaijão. Participou da delegação brasileira nos Jogos Pan-Americanos de 2019, realizado em Lima, no Peru.
Em 2021, Alice e Camilla Gomes obtiveram mais um resultado e conquistaram a medalha de ouro para  o Brasil no Campeonato Pan-Americano de Ginástica. 
Em 2023, a dupla conquistou a prata na Copa do Mundo de Trampolim em Palm Beach, nos Estados Unidos. Ambas seguem ainda como número 1 do ranking mundial da modalidade. No mesmo ano, Alice, conquistou o sexto lugar na final individual feminina do Mundial de ginástica de trampolim, em Birmingham, na Inglaterra.

## Honrarias
Em fevereiro de 2023, a ginasta recebeu o Prêmio Brasil Olímpico de 2022, a maior premiação do esporte brasileiro, de melhor atleta da modalidade. A cerimônia foi realizada na Cidade das Artes, no Rio de Janeiro.